# 2007-es FIFA strandlabdarúgó-világbajnokság
A 2007-es FIFA strandlabdarúgó-világbajnokság a 3. FIFA által szervezett torna volt összességében pedig a 13., melyet 2007. november 2., és november 11. között rendeztek meg Rio de Janeiróban, Brazíliában. A győzelmet a házigazda és címvédő Brazília szerezte meg, miután a döntőben legyőzte Mexikót. Ez már a 11. világbajnoki címük volt.

## Résztvevők
A következő 16 csapat kvalifikálta magát a 2007-es FIFA strandlabdarúgó-világbajnokságra:
| A csoport        | B csoport        | C csoport   | D csoport               |
| ---------------- | ---------------- | ----------- | ----------------------- |
| Brazília         | Irán             | Japán       | Argentína               |
| Mexikó           | Portugália       | Olaszország | Franciaország           |
| Oroszország      | Spanyolország    | Szenegál    | Nigéria                 |
| Salamon-szigetek | Egyesült Államok | Uruguay     | Egyesült Arab Emírségek |

## Eredmények

### Csoportkör
| Jelmagyarázat                 |
| ----------------------------- |
| Továbbjutott a csoportkörből. |
| Kiesett a csoportkörből.      |

#### A csoport
| Csapat           | J | Gy | D | V | Rg | Kg | Gk  | P |
| ---------------- | - | -- | - | - | -- | -- | --- | - |
| Brazília         | 3 | 2  | 1 | 0 | 19 | 8  | +11 | 7 |
| Mexikó           | 3 | 1  | 1 | 1 | 12 | 11 | +1  | 4 |
| Oroszország      | 3 | 1  | 0 | 2 | 9  | 6  | +3  | 3 |
| Salamon-szigetek | 3 | 0  | 0 | 3 | 7  | 22 | –16 | 0 |

| 2007. november 2. 9:30 |

| Oroszország             | 2–2                         | Mexikó                      |
| ----------------------- | --------------------------- | --------------------------- |
| Shkarin 32' Shaykov 34' | (0–0, 0–1, 2–1) Jegyzőkönyv | Villalobos 14' Gonzales 27' |
| Büntetőpárbaj           |                             |                             |
| Bolabanov Shakmelyan    | 1–2                         | Villalobos Rosales          |

| Copacabana, Rio de Janeiro Nézőszám: 8 000 Játékvezető: Erick Chavarria (Costa Rica-i) |

| 2007. november 2. 11:00 |

| Brazília                                                                         | 11–2                        | Salamon-szigetek  |
| -------------------------------------------------------------------------------- | --------------------------- | ----------------- |
| Buru 2' 31' Junior Negao 6' 36' Daniel 13' 29' Bruno 15' 27' Sidney 23' Duda 36' | (2–0, 4–1, 5–1) Jegyzőkönyv | Mela 23' Naka 27' |

| Copacabana, Rio de Janeiro Nézőszám: 9 500 Játékvezető: Ruben Eiriz (spanyol) |

| 2007. november 4. 11:00 |

| Mexikó                                       | 4–6                         | Brazília                                               |
| -------------------------------------------- | --------------------------- | ------------------------------------------------------ |
| Plata 4' Gonzales 9' Villalobos 12' Cati 19' | (3–2, 1–1, 0–3) Jegyzőkönyv | Buru 9' 20' Andre 11' Negao 24' Bruno 24' Benjamin 34' |

| Copacabana, Rio de Janeiro Nézőszám: 10 000 Játékvezető: Stephan Faessler (svájci) |

| 2007. november 4. 12:30 |

| Salamon-szigetek    | 2–5                         | Oroszország                                 |
| ------------------- | --------------------------- | ------------------------------------------- |
| Hale 18' Anisua 27' | (0–2, 1–2, 1–1) Jegyzőkönyv | Leonov 1' 19' 30' Shishin 2' Shakmelyan 24' |

| Copacabana, Rio de Janeiro Nézőszám: 3 000 Játékvezető: Ali Sharifat (iráni) |

| 2007. november 6. 11:30 |

| Brazília                                       | 2–2                         | Oroszország                                                           |
| ---------------------------------------------- | --------------------------- | --------------------------------------------------------------------- |
| Andre 19' Sidney 33'                           | (0–0, 1–0, 1–2) Jegyzőkönyv | Shishin 30' 31'                                                       |
| Büntetőpárbaj                                  |                             |                                                                       |
| Negao Benjamin Daniel Sidney Mao Betinho Bruno | 5–4                         | Bolabanov Pavlikov Gorchinskiy Gordonov Shishin Bukhlitskiy Shkmelyan |

| Copacabana, Rio de Janeiro Nézőszám: 7 000 Játékvezető: Mészáros István (magyar) |

| 2007. november 6. 14:00 |

| Salamon-szigetek | 3–6                         | Mexikó                                                |
| ---------------- | --------------------------- | ----------------------------------------------------- |
| Naka 4' 22' 34'  | (1–1, 5–2, 2–2) Jegyzőkönyv | Rosales 9' 17' Plata 14' 29' Villalobos 27' Pozos 35' |

| Copacabana, Rio de Janeiro Nézőszám: 1 000 Játékvezető: Sergejus Slyva (litván) |

#### B csoport
| Csapat           | J | Gy | D | V | Rg | Kg | Gk | P |
| ---------------- | - | -- | - | - | -- | -- | -- | - |
| Spanyolország    | 3 | 2  | 0 | 1 | 16 | 11 | +5 | 6 |
| Portugália       | 3 | 0  | 2 | 1 | 11 | 12 | –1 | 4 |
| Irán             | 3 | 1  | 0 | 2 | 14 | 14 | 0  | 3 |
| Egyesült Államok | 3 | 1  | 0 | 2 | 16 | 20 | –4 | 3 |

| 2007. november 2. 12:30 |

| Portugália      | 3–3 (h. u.)                      | Irán                            |
| --------------- | -------------------------------- | ------------------------------- |
| Alan 4' 14' 21' | (1–1, 2–1, 0–1, 0–0) Jegyzőkönyv | Naderi 10' Mesigar 19' Dara 30' |
| Büntetőpárbaj   |                                  |                                 |
| Belchior        | 1–0                              | Ghorbanpour                     |

| Copacabana, Rio de Janeiro Nézőszám: 3 000 Játékvezető: Ivo De Moraes (brazil) |

| 2007. november 2. 14:00 |

| Egyesült Államok                                  | 4–8                         | Spanyolország                                              |
| ------------------------------------------------- | --------------------------- | ---------------------------------------------------------- |
| Xexeo 12' Ibsen 17' Albuquerque 26' Chimienti 27' | (1–1, 1–3, 2–4) Jegyzőkönyv | Nico 2' 31' Rumbo 14' Alvarez 23' 31' Amarelle 24' 33' 34' |

| Copacabana, Rio de Janeiro Nézőszám: 2 000 Játékvezető: Juan Rodriguez (argentin) |

| 2007. november 4. 9:30 |

| Spanyolország                                  | 4–2                         | Portugália           |
| ---------------------------------------------- | --------------------------- | -------------------- |
| Amarelle 14' J.Torres 19' Alvarez 22' Nico 36' | (0–0, 3–1, 1–1) Jegyzőkönyv | Bilro 23' Madjer 30' |

| Copacabana, Rio de Janeiro Nézőszám: 8 000 Játékvezető: Favio Polito (olasz) |

| 2007. november 4. 14:00 |

| Irán                                                               | 6–7                         | Egyesült Államok                                                |
| ------------------------------------------------------------------ | --------------------------- | --------------------------------------------------------------- |
| Aligoli 17' Ahmadzadeh 18' Davoudi 28' Ghorbanpour 31' Mesigar 35' | (0–2, 3–3, 3–2) Jegyzőkönyv | Nolz 8' 22' Chimienti 10' 31' Morales 20' Astroga 23' Ibsen 34' |

| Copacabana, Rio de Janeiro Nézőszám: 4 000 Játékvezető: George Postma (holland) |

| 2007. november 6. 9:30 |

| Spanyolország                           | 4–5                         | Irán                                                    |
| --------------------------------------- | --------------------------- | ------------------------------------------------------- |
| C.Torres 5' Beiro 14' J.Torres 14', 34' | (1–3, 2–1, 1–1) Jegyzőkönyv | Mesigar 6' Ghorbanpour 8' 34' Aligoli 9' Ahmadzadeh 20' |

| Copacabana, Rio de Janeiro Nézőszám: 2 000 Játékvezető: Mohamed Morsi (egyiptomi) |

| 2007. november 6. 12:30 |

| Egyesült Államok                                       | 5–6 (h. u.)                      | Portugália                              |
| ------------------------------------------------------ | -------------------------------- | --------------------------------------- |
| Astorga 17' 21' Nolz 26' Chimienti 30' Albuquerque 35' | (0–2, 2–2, 3–1, 0–1) Jegyzőkönyv | Madjer 2' 35' Bilro 8' 39' Alan 14' 18' |

| Copacabana, Rio de Janeiro Nézőszám: 5 000 Játékvezető: De Moraes (brazil) |

#### C csoport
| Csapat      | J | Gy | D | V | Rg | Kg | Gk  | P |
| ----------- | - | -- | - | - | -- | -- | --- | - |
| Szenegál    | 3 | 3  | 0 | 0 | 29 | 9  | +20 | 9 |
| Uruguay     | 3 | 1  | 0 | 2 | 17 | 13 | +4  | 3 |
| Olaszország | 3 | 1  | 0 | 2 | 12 | 26 | –14 | 3 |
| Japán       | 3 | 1  | 0 | 2 | 8  | 18 | –10 | 2 |

| 2007. november 3. 11:00 |

| Uruguay               | 3–2 (h. u.)                      | Olaszország               |
| --------------------- | -------------------------------- | ------------------------- |
| Ricaar 23' Matias 37' | (0–1, 2–1, 0–0, 1–0) Jegyzőkönyv | Pasquali 6' Palamacci 16' |

| Copacabana, Rio de Janeiro Nézőszám: 6 000 Játékvezető: Pedro Infantes (argentin) |

| 2007. november 3. 14:00 |

| Japán        | 1–4                         | Szenegál                             |
| ------------ | --------------------------- | ------------------------------------ |
| Yamauchi 34' | (0–2, 0–1, 1–1) Jegyzőkönyv | Dieng 5' Koukpaki 6' 22' Mbengue 29' |

| Copacabana, Rio de Janeiro Nézőszám: 2 000 Játékvezető: Waleed Al Ali (Arab Emírségek) |

| 2007. november 5. 9:30 |

| Olaszország                                                | 6–3                         | Japán                      |
| ---------------------------------------------------------- | --------------------------- | -------------------------- |
| Palmacci 5' Maiorano 10' Pasquali 24' 25' 27' Leghissa 26' | (2–1, 1–2, 3–0) Jegyzőkönyv | Tabata 7' Yamauchi 13' 22' |

| Copacabana, Rio de Janeiro Nézőszám: 1 000 Játékvezető: Hernan Fernandez (argentin) |

| 2007. november 5. 12:30 |

| Szenegál                                | 5–2                         | Uruguay              |
| --------------------------------------- | --------------------------- | -------------------- |
| Diallo 2' Koukpaki 8' 29' 31' Sylla 15' | (2–2, 1–0, 2–0) Jegyzőkönyv | Parrillo 6' Ricar 8' |

| Copacabana, Rio de Janeiro Nézőszám: 1 000 Játékvezető: Franklin Quesada (Costa Rica-i) |

| 2007. november 7. 11:00 |

| Szenegál                                              | 6–5 (h. u.)                      | Olaszország                                       |
| ----------------------------------------------------- | -------------------------------- | ------------------------------------------------- |
| Kbengue 2' 19' Koukpaki 8' 39' Mbengue 9' Thioune 35' | (3–3, 1–2, 1–0, 1–0) Jegyzőkönyv | Palmacci 1' Pasquali 8' 9' Maiorano 13' Feudi 15' |

| Copacabana, Rio de Janeiro Nézőszám: 1 300 Játékvezető: Cascone (olasz) |

| 2007. november 7. 14:00 |

| Japán                   | 2–3                         | Uruguay                           |
| ----------------------- | --------------------------- | --------------------------------- |
| Yamauchi 5' Arakaki 17' | (1–1, 1–0, 0–2) Jegyzőkönyv | Parrillo 1' Ricar 33' Pampero 35' |

| Copacabana, Rio de Janeiro Nézőszám: 1 000 Játékvezető: George Postma (holland) |

#### D csoport
| Csapat                  | J | Gy | D | V | Rg | Kg | Gk | P |
| ----------------------- | - | -- | - | - | -- | -- | -- | - |
| Nigéria                 | 3 | 1  | 2 | 0 | 14 | 12 | +2 | 7 |
| Franciaország           | 3 | 1  | 1 | 1 | 11 | 10 | +1 | 5 |
| Argentína               | 3 | 1  | 0 | 2 | 9  | 9  | 0  | 3 |
| Egyesült Arab Emírségek | 3 | 0  | 0 | 3 | 13 | 16 | –3 | 0 |

| 2007. november 3. 9:30 |

| Nigéria                                                | 5–3                         | Argentína                           |
| ------------------------------------------------------ | --------------------------- | ----------------------------------- |
| Ibrahim 4' Uhunmwangho 12' Onigbo 15' Okemmiri 16' 21' | (1–1, 4–2, 0–0) Jegyzőkönyv | Casado 8' S.Hilaire 22' Andrade 23' |

| Copacabana, Rio de Janeiro Nézőszám: 4 000 Játékvezető: Mészáros István (magyar) |

| 2007. november 3. 12:30 |

| Egyesült Arab Emírségek                  | 5–6                         | Franciaország                         |
| ---------------------------------------- | --------------------------- | ------------------------------------- |
| Bashir 5' 23' 26' Sadeqi 20' Aljesmi 35' | (1–3, 2–2, 2–1) Jegyzőkönyv | Basquaise 4' 9' Samoun 9' 18' 22' 36' |

| Copacabana, Rio de Janeiro Nézőszám: 3 000 Játékvezető: De Carlos (brazil) |

| 2007. november 5. 11:30 |

| Argentína                              | 4–2                         | Egyesült Arab Emírségek |
| -------------------------------------- | --------------------------- | ----------------------- |
| F.Hilaire 2' 27' Minici 15' Casado 21' | (1–1, 2–1, 1–0) Jegyzőkönyv | Mesaabi 5' Sadeqi 22'   |

| Copacabana, Rio de Janeiro Nézőszám: 1 000 Játékvezető: Ruben Eiriz (spanyol) |

| 2007. november 5. 14:00 |

| Franciaország                         | 3–3 (h. u.)                      | Nigéria                    |
| ------------------------------------- | -------------------------------- | -------------------------- |
| Castro 13' Francois 36' Basquaise 36' | (0–1, 1–1, 2–1, 0–0) Jegyzőkönyv | Okpara 11' 20' Usman 33'   |
| Büntetőpárbaj                         |                                  |                            |
| Francois Pérez Samoun                 | 2–3                              | Onigbo Uhunmwangho Olawale |

| Copacabana, Rio de Janeiro Nézőszám: 1 300 Játékvezető: Alberto Moreira (brazil) |

| 2007. november 7. 9:30 |

| Franciaország            | 2–2 (h. u.)                      | Argentína                |
| ------------------------ | -------------------------------- | ------------------------ |
| Basquaise 3' Francois 6' | (2–0, 0–1, 0–1, 0–0) Jegyzőkönyv | E.Hilaire 18' Minici 26' |
| Büntetőpárbaj            |                                  |                          |
| Castro Pérez Francois    | 2–1                              | Minici Lopez Casado      |

| Copacabana, Rio de Janeiro Nézőszám: 5 000 Játékvezető: Erick Chavarria (Costa Rica-i) |

| 2007. november 7. 12:30 |

| Egyesült Arab Emírségek                                | 6–6 (h. u.)                      | Nigéria                                           |
| ------------------------------------------------------ | -------------------------------- | ------------------------------------------------- |
| Alabadla 9' 10' 23' Albloushi 12' Karim 22' Bashir 35' | (3–4, 2–1, 1–1, 0–0) Jegyzőkönyv | Okpara 4' Okemmiri 4' Olawale 5' 7' 15' Usman 31' |
| Büntetőpárbaj                                          |                                  |                                                   |
| Bashir                                                 | 0–1                              | Olawale                                           |

| Copacabana, Rio de Janeiro Nézőszám: 1 000 Játékvezető: Ivo De Moraes (brazil) |

### Egyenes kieséses szakasz

#### Negyeddöntők
| 2007. november 8. 9:30 |

| Spanyolország                               | 4–5                         | Mexikó                                                |
| ------------------------------------------- | --------------------------- | ----------------------------------------------------- |
| Alvarez 14' Beiro 14' C.Torres 16' Adam 32' | (0–0, 3–2, 1–3) Jegyzőkönyv | Villalobos 16' 34' Gonzales 18' Plata 26' Salazar 32' |

| Copacabana, Rio de Janeiro Nézőszám: 10 000 Játékvezető: Stephan Faessler (svájci) |

| 2007. november 8. 11:00 |

| Brazília                                                             | 10–7                        | Portugália                                   |
| -------------------------------------------------------------------- | --------------------------- | -------------------------------------------- |
| Sidney 2' 4' Andre 11' 27' Buru 12' 34' 36' Daniel 13' 30' Bruno 16' | (4–3, 2–1, 4–3) Jegyzőkönyv | Madjer 1' 13' 27' 28' 34' Alan 3' Hernani 5' |

| Copacabana, Rio de Janeiro Nézőszám: 10 000 Játékvezető: Sergejus Slyva (litván) |

| 2007. november 8. 12:30 |

| Szenegál                        | 3–6                         | Franciaország                                                |
| ------------------------------- | --------------------------- | ------------------------------------------------------------ |
| Thiaw 13' Dieng 14' Mbengue 27' | (0–2, 2–1, 1–3) Jegyzőkönyv | Pérez 1' Ottavy 3' Ruggeri 17' Francois 27', 33' Tanagro 30' |

| Copacabana, Rio de Janeiro Nézőszám: 6 000 Játékvezető: Juan Rodriguez (argentin) |

| 2007. november 8. 14:00 |

| Nigéria     | 1–3                         | Uruguay                           |
| ----------- | --------------------------- | --------------------------------- |
| Ibrahim 36' | (0–0, 0–0, 1–3) Jegyzőkönyv | Matias 29' Ricar 34' Parrillo 36' |

| Copacabana, Rio de Janeiro Nézőszám: 1 000 Játékvezető: Fabio Polito (olasz) |

#### Elődöntők
| 2007. november 10. 9:30 |

| Mexikó                              | 5–2                         | Uruguay      |
| ----------------------------------- | --------------------------- | ------------ |
| Plata 1' 20' 32' 35' Villalobos 36' | (0–1, 1–0, 1–1) Jegyzőkönyv | Ricar 4' 24' |

| Copacabana, Rio de Janeiro Nézőszám: 10 000 Játékvezető: Sergejus Slyva (litván) |

| 2007. november 10. 11:00 |

| Brazília                                | 6–2                         | Franciaország          |
| --------------------------------------- | --------------------------- | ---------------------- |
| Buru 1' 2' Bruno 9' 16' Betinho 33' 34' | (3–1, 1–0, 2–1) Jegyzőkönyv | Pérez 1' Basquaise 35' |

| Copacabana, Rio de Janeiro Nézőszám: 10 000 Játékvezető: Mészáros István (magyar) |

#### Bronzmérkőzés
| 2007. november 11. 9:30 |

| Uruguay        | 2–2 (h. u.)                      | Franciaország    |
| -------------- | -------------------------------- | ---------------- |
| Pampero 6' 30' | (1–2, 0–0, 1–0, 0–0) Jegyzőkönyv | Basquaise 1' 10' |
| Büntetőpárbaj  |                                  |                  |
| Ricar          | 1–0                              | Pérez            |

| Copacabana, Rio de Janeiro Nézőszám: 10 000 Játékvezető: Fabio Polito (olasz) |

#### Döntő
| 2007. november 11. 11:00 |

| Mexikó                   | 2–8                         | Brazília                                                               |
| ------------------------ | --------------------------- | ---------------------------------------------------------------------- |
| Villalobos 14' Plata 36' | (0–2, 1–4, 1–2) Jegyzőkönyv | Andre 9' 28' Bruno 11' 16' Benjamin 14' Buru 19' Betinho 22' Negao 36' |

| Copacabana, Rio de Janeiro Nézőszám: 10 000 Játékvezető: Ruben Eiriz (spanyol) |

## Díjak
| A 2007-es FIFA strandlabdarúgó-világbajnokság győztese |
| ------------------------------------------------------ |
| BRAZÍLIA 11. cím                                       |

| Adidas aranylabda  | Adidas ezüstlabda | Adidas bronzlabda |
| ------------------ | ----------------- | ----------------- |
| Buru               | Madjer            | Morgan Plata      |
| Adidas aranycipő   | Adidas ezüstcipő  | Adidas bronzcipő  |
| Buru               | Morgan Plata      | Bruno Malias      |
| 10 gólos           | 9 gólos           | 8 gólos           |
| FIFA Fair Play díj |                   |                   |
| Brazília           |                   |                   |

## Külső hivatkozások
- FIFA.com Archiválva 2012. január 31-i dátummal a Wayback Machine-ben